# Evidence One
Gli Evidence One sono un gruppo hard rock con influenze melodiche tedesco fondato nel 2001 a Baden-Württemberg.

## Discografia
- 2002 - Criticize The Truth
- 2004 - Tattooed Heart
- 2007 - The Sky Is The Limit

## Formazione
- Carsten Schulz - voce
- Connie Andreszka - chitarra
- Barish Kepic - chitarra
- Thomas Bauer - basso
- Rami Ali - batteria